# THE END (毛皮のマリーズのアルバム)
『THE END』（ジ・エンド）は、日本のバンド、毛皮のマリーズの通算7枚目のスタジオ・アルバムである。2011年9月7日発売。発売元はコロムビアミュージックエンタテインメント。

## 概要
前作よりわずか8ヶ月でリリースされたメジャー3枚目のアルバム。ロンドンのアビィ・ロード・スタジオでレコーディングされた楽曲を含む全12曲収録。
発売日まで正式なアルバムタイトル・収録内容・ジャケット等の詳細は一切明かされず（初回特典DVDの収録内容のみ事前に発表された）、仮のタイトルであると前置きされた上で、アルバムタイトルは『毛皮のマリーズのハロー! ロンドン(仮)』であるとされていた。また、当初は11曲収録予定と発表されていた。サンプル盤を配った各種メディアにも、『THE END』というアルバム・タイトルは公にされないまま発売日を迎える形となった。
発売直前の2011年9月6日深夜、志磨遼平がラジオを通じて、本作の発売およびツアーをもってバンドの解散を電撃発表した。12曲目収録の「THE END」の存在も明けた0時をもって解禁された。本作が最後のオリジナル・アルバムとなった。商品にも「LAST ALBUM」の記載がある。
初回限定盤にはロンドン・レコーディングの模様を収録したDVD付。通常盤は志磨遼平によるメッセージが封入されている。

## 収録曲
作詞・作曲：志磨遼平（#1を除く）、編曲：毛皮のマリーズ
1. The End Of The World [2:42]
スキータ・デイヴィスのカバー曲。
2. HEART OF GOLD [4:14]
PVが制作されている。
3. ラストワルツ [5:47]
4. 夢のあと [5:48]
5. 上海姑娘 [4:23]
6. ラプソディ・イン・ザ・ムード [4:00]
7. The Ballad Of Saturday Night [2:26]
8. 毛皮のマリーズのハロー!ロンドン [0:26]
9. となりにいてね [1:57]
10. ダンデライオン [5:04]
11. JUBILEE [4:34]
12. ジ・エンド [3:53]
帰国後に制作され、急遽収録された。告知CMではこの楽曲が使用されている。

### 初回限定盤DVD
1. 毛皮のマリーズのハロー!ロンドン
ロンドンレコーディングの模様を収録（約25分）。